# スコットロード駅

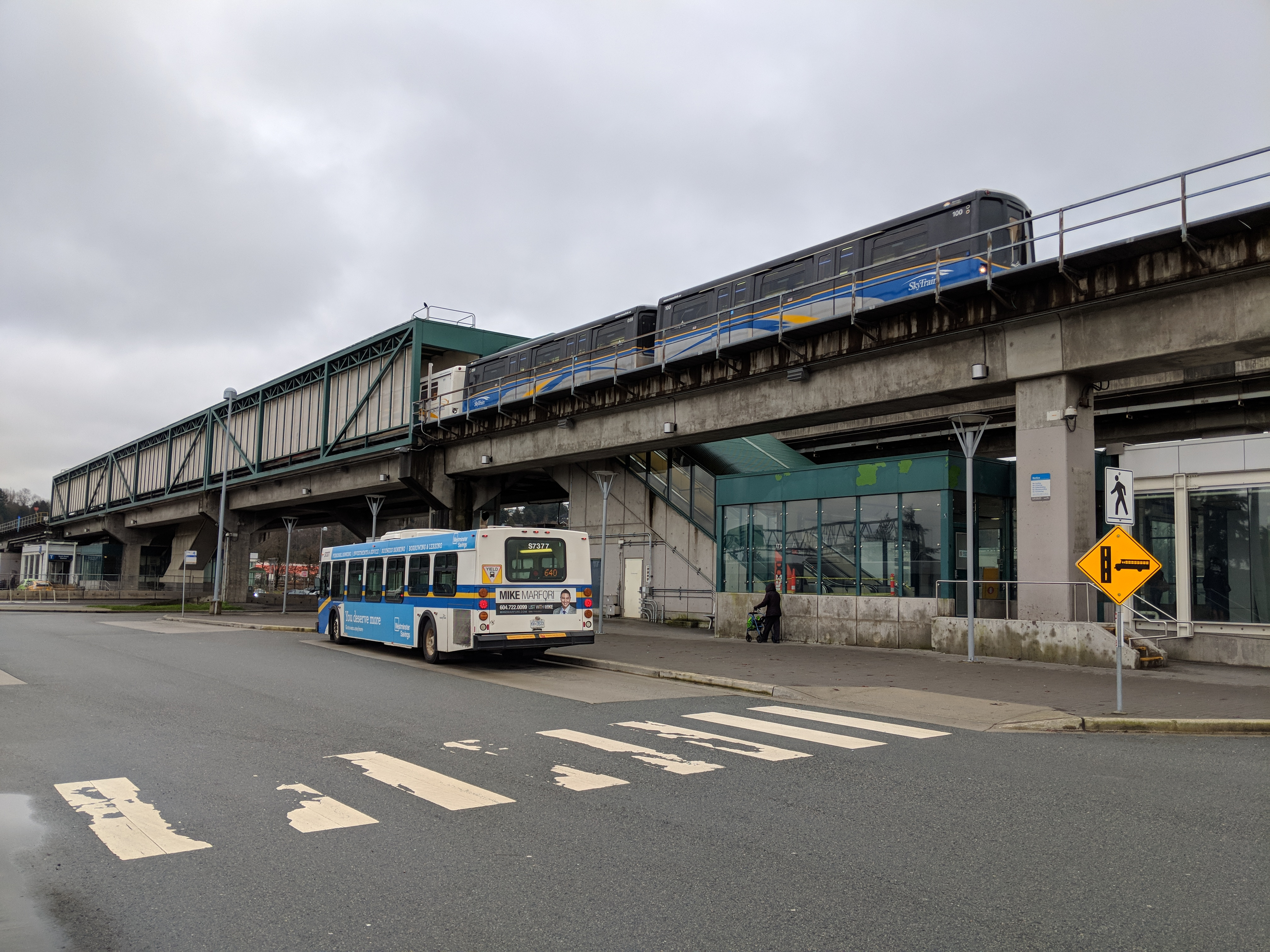
スコットロード駅外部

スコットロード駅（英: Scott Road Station）は、カナダのブリティッシュコロンビア州サレーにある、スカイトレインエキスポ・ラインの駅である。
1990年3月16日に開業した。

## 駅構造
開業時は当駅が終着駅であったが、1994年にキングジョージ駅へ延伸された。
| ホーム | 路線            | 行先                     |
| ------ | --------------- | ------------------------ |
| 1      | ■エキスポライン | ウォーターフロント駅方面 |
| 2      | ■エキスポライン | キング・ジョージ駅方面   |

## 駅周辺
バス路線
エキスポラインが使用する駅である。またバス路線の発着所としての機能が強く、サレー・デルタ方面のバスの多くはここを始点としている。
| 乗り場 | 路線 |
| ------ | --- |
| 1      | 降車専用 |
| 2      | 予備 |
| 3      | 予備 |
| 4      | 予備 |
| 5      | 予備 |
| 6      | ハンディダート |
| 7      | 321 系統 - ニュー・ウエストミンスター駅 (特) 321 系統 - ホワイトロック中央(特) 371 系統 - サリー・セントラル駅 640 系統 - ラドナー・エクスチェンジ |
| 8      | 312 系統 - スコッツデール 391 系統 - スコッツデール (特) N19 系統 - サリー・セントラル駅（深夜バス) N19 系統 - ダウンタウン（深夜バス)             |
| 9      | 319 系統 - ニュートン・エクスチェンジ |

## 隣の駅
■ エキスポ・ライン - キングジョージ支線
コロンビア駅 - スコットロード駅 - ゲートウェイ駅